# Millerozyma acaciae
Millerozyma acaciae är en svampart som först beskrevs av Van der Walt, och fick sitt nu gällande namn av Kurtzman & M. Suzuki 20 10. Millerozyma acaciae ingår i släktet Millerozyma och familjen Debaryomycetaceae.   Inga underarter finns listade i Catalogue of Life.